# Vladimir Grosu
Vladimir Grosu (n. 21 iunie 1975) este un jurist, doctor în drept, conferențiar universitar și politician din Republica Moldova, care între 18 februarie și 30 iulie 2015 a îndeplinit funcția de Ministru al Justiției al Republicii Moldova în Guvernul Gaburici, fiind înaintat din partea Partidului Liberal Democrat din Moldova.
Din decembrie 2006 până în iunie 2011, Vladimir Grosu a fost reprezentant al Guvernului Republicii Moldova la Curtea Europeană a Drepturilor Omului.

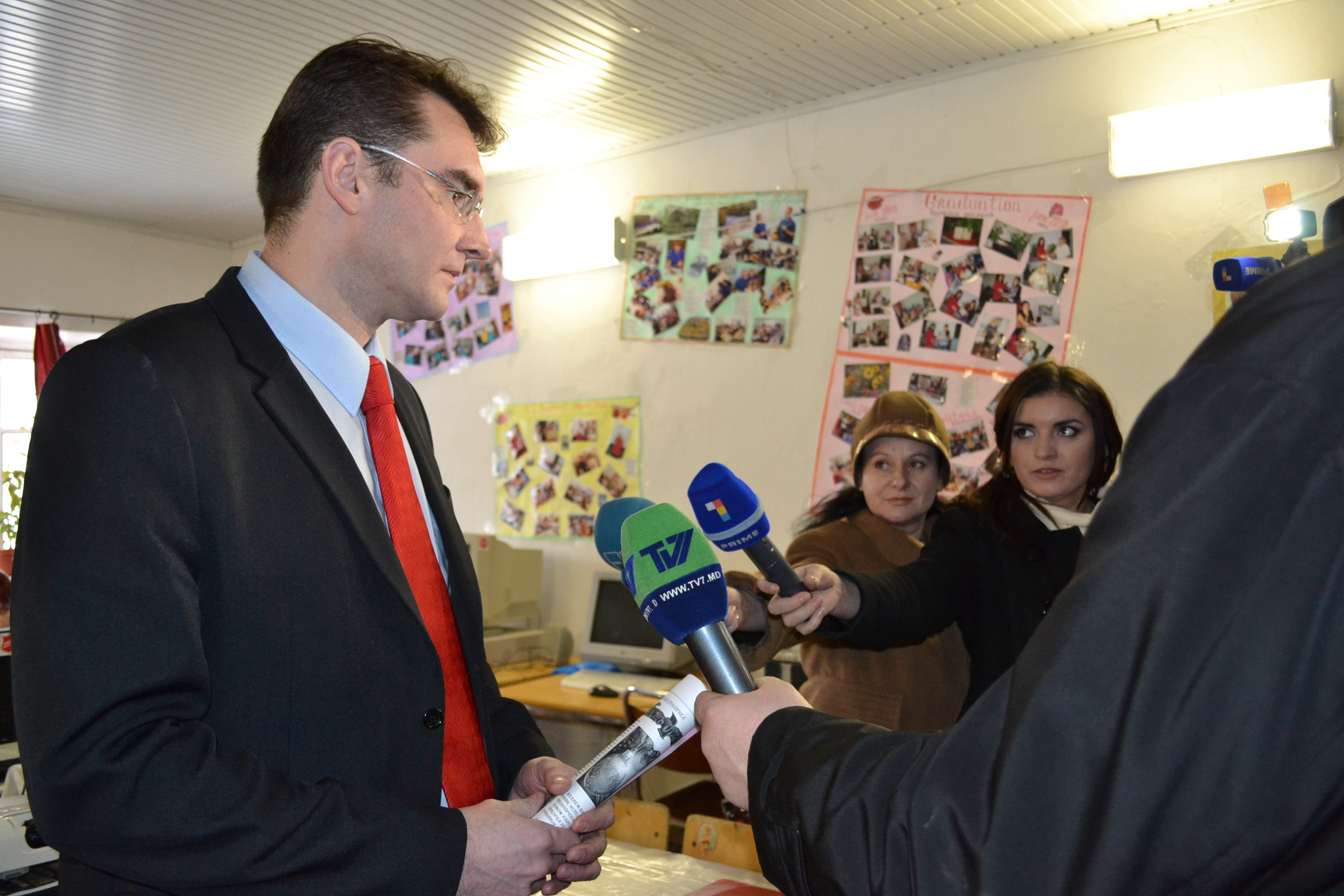
Vladimir Grosu intervievat de jurnaliști

Din august 1997 până în prezent este conferențiar universitar la catedra Drept Penal și Criminologie, a Facultății de Drept de la Universitatea de Stat din Moldova; profesor de drept penal, drept penal comparat și drept penal internațional.
Este căsătorit și are doi copii. Conform CV-ului său oficial, Vladimir Grosu cunoaște limbile română, rusă, engleză, franceză și spaniolă.